# Жена Доктора
«Жена Доктора» (англ. The Doctor's Wife) — четвёртая серия шестого сезона возрождённого в 2005 году британского научно-фантастического телесериала «Доктор Кто». Её премьера состоялась 14 мая 2011 года на каналах BBC One в Великобритании и BBC America в США. Сценарий к эпизоду сочинил английский писатель Нил Гейман, а режиссёром выступил Ричард Кларк.
В серии инопланетный путешественник во времени Доктор (Мэтт Смит) и его спутники Эми Понд (Карен Гиллан) и Рори Уильямс (Артур Дарвилл) получают сигнал бедствия от Повелителя Времени — представителя считавшейся тогда погибшей расы Доктора с планеты Галлифрей. Следуя за сигналом, герои на машине времени ТАРДИС перемещаются в карманную вселенную и обнаруживают, что попали в ловушку живого астероида по имени Дом (голос Майкла Шина).
«Жена Доктора» задумывалась как одна из серий пятого сезона шоу, но была перенесена из-за бюджетных ограничений. Работа над ней велась осенью 2010 года. Гейман неоднократно исправлял сценарий, то добавляя, то удаляя персонажей и события. Ранее в детской телепередаче «Blue Peter» был объявлен конкурс на лучший дизайн консоли ТАРДИС, состоящий из бытовых предметов. Победителем конкурса стала школьница Сюзанна Ли — консоль, придуманная ею, была воссоздана в виде натуральной модели и появилась в эпизоде. В Великобритании в день премьеры серию посмотрели 7,97 миллиона зрителей. В дальнейшем она получила положительные отзывы критиков. Также эпизод получил две награды: премию имени Рея Брэдбери за лучшую постановку в 2011 году и премию «Хьюго» за лучшую постановку для малых форм в 2012 году.

## Сюжет
Путешествуя в ТАРДИС в открытом космосе, Доктор и его спутники Эми Понд и Рори Уильямс получают послание в виде куба с запечатанными внутри мыслями Повелителя Времени и просьбой о помощи. Это означает, что где-то в другой вселенной остались живые галлифрейцы. Отследив сигнал, Доктор уничтожает некоторые комнаты ТАРДИС, чтобы создать тягу, необходимую для перемещения. Корабль приземляется на астероиде-свалке, где неожиданно выключается. Доктор говорит, что матрица (душа ТАРДИС) была отделена от машины времени.
На астероиде путешественники встречают странных обитателей: Тётю, Дядю, уда по имени Племянник и сумасшедшую женщину Идрис. Доктор обманом запирает Эми и Рори в ТАРДИС, а сам отправляется обследовать свалку. Он отслеживает сигнал и находит шкаф, в котором лежит множество кубов с сигналами бедствий от разных Повелителей Времени. К Доктору подходят Дядя и Тётя, и он понимает, что они состоят из частей разных существ, в том числе из фрагментов тел галлифрейцев.
Астероид оказывается живым и называет себя Домом. Именно он заманил Доктора и отделил матрицу ТАРДИС, чтобы поглотить корабль как еду. Не осознавая происходящего, Доктор говорит, что его ТАРДИС является последней. Поэтому Дом решает угнать машину времени, чтобы попытаться найти других Повелителей Времени. На борту остаются Эми и Рори.
Матрица ТАРДИС оказывается запертой в теле Идрис. Она сообщает Доктору, что не проживёт долго в человеческом теле и что необходимо как можно скорее вернуть её на корабль. Вместе они строят из находящихся на свалке частей разрушенных машин времени новую консоль и отправляются в погоню. Тётя и Дядя, оставшись без опеки Дома, умирают.
Эми и Рори пытаются спастись бегством от Дома, перемещаясь по коридорам ТАРДИС. Дом насылает на Эми иллюзии, заставляя видеть умирающего снова и снова Рори. Идрис устанавливает телепатическую связь с Рори и рассказывает, как добраться до второй комнаты управления и отключить щиты, защищающие Дом. Как только это происходит, Доктор и Идрис материализуются внутри ТАРДИС. Чтобы избавиться от противников, Дом удаляет комнату вместе с Доктором, Эми, Рори и Идрис. Однако система безопасности переносит их в главную комнату управления, где из тела умирающей Идрис вырывается матрица и возвращается обратно в основную оболочку, при этом уничтожая Дом.

## Связь с другими сериями
Куб для связи с Повелителями Времени использовал Второй Доктор в серии «Военные игры». Доктор и Идрис управляют панелью ТАРДИС без внешней оболочки машины времени, как Третий Доктор в «Инферно». Доктор сравнил изменение внешнего вида контрольной комнаты со сменой темы рабочего стола, как это сделал Пятый Доктор в мини-эпизоде «Раскол во времени». Также подобно Пятому Доктору в серии «Кастровальва» он уничтожает комнаты ТАРДИС для создания тяги. Говоря Дому, что он убил всех Повелителей Времени, Доктор намекает на события Войны Времени. Доктор говорит о Племяннике: «Ещё один уд, которого мне не удалось спасти». В серии «Темница Сатаны» Десятый Доктор отмечал, что у него не было времени для спасения удов. Доктор называет себя «психом с будкой», повторяя слова Эми о нём из эпизода «Одиннадцатый час». В конце серии Идрис произносит фразу «Единственная вода в лесу — это река» (англ. «The only water in the forest is the river»), что является отсылкой к серии «Хороший человек идёт на войну» и, в частности, отсылкой к личности Ривер Сонг.

## Производство

### Написание сценария

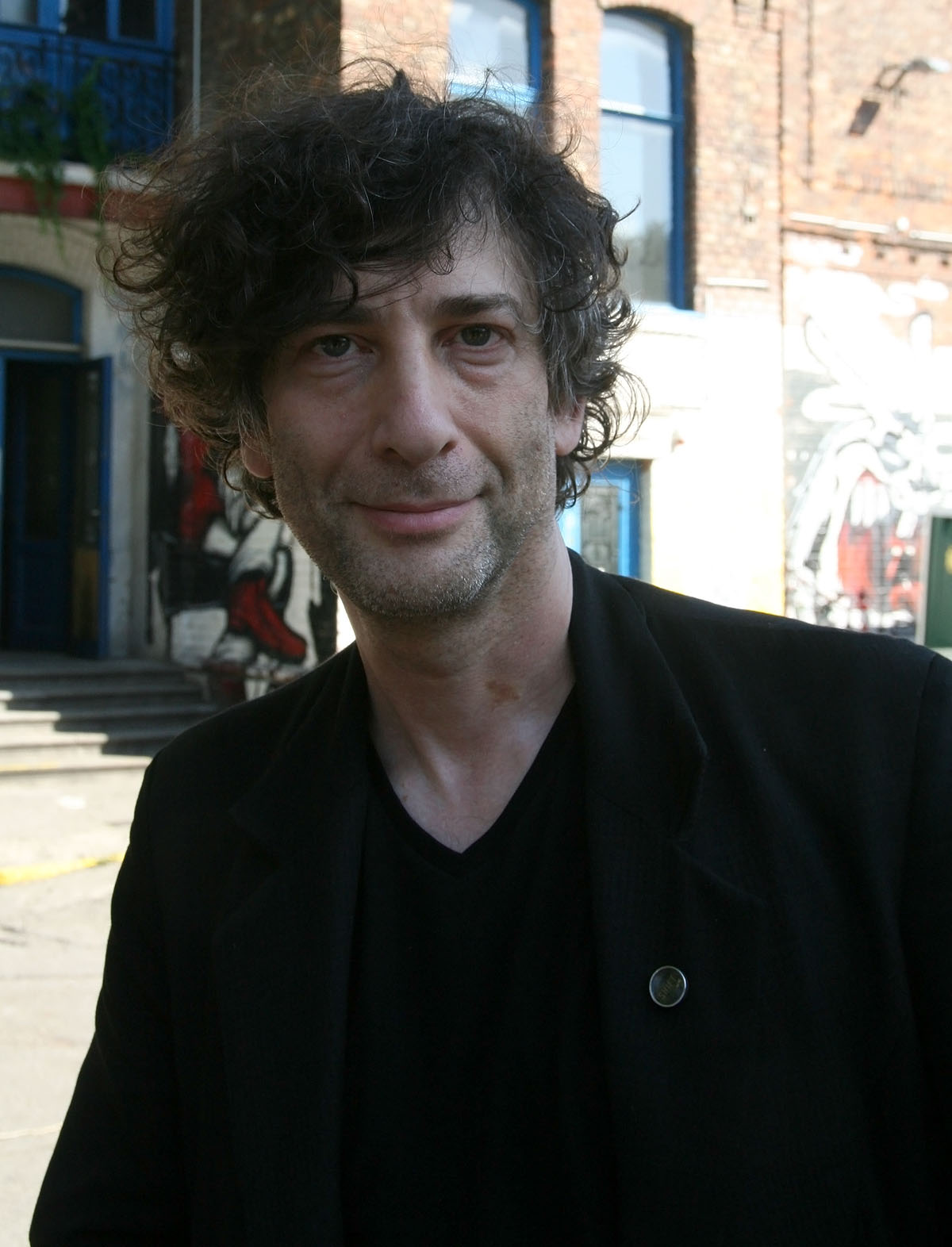
Сценарий эпизода «Жена Доктора» стал первой работой Нила Геймана для шоу «Доктор Кто»

Сценарий эпизода «Жена Доктора» сочинил английский писатель Нил Гейман. После того как Стивен Моффат заменил Расселла Ти Дейвиса на посту исполнительного продюсера «Доктора Кто», будучи фанатом блога Геймана, он встретился с писателем, и Гейман сам предложил написать сценарий для шоу. Позже в одном из интервью Гейман заявил: «Я придумал кое-что, что было одной из тех вещей, о которых вы думали, что никто не сделал этого раньше». Первоначальное название эпизода было «Дом из ничего», но после того как Гейман принялся за работу, оно было изменено на «Больше внутри». Когда съёмочная группа начала беспокоиться о том, что это название выдаст интригу об Идрис, являющейся ТАРДИС, его решили поменять.
Гейман предложил создать эпизод, который сосредоточен на самой ТАРДИС, чего прежде не делали с самого старта сериала в 1963 году. Первая идея, сосредоточенная на преследовании Доктора его врагом внутри ТАРДИС, подверглась нескольким следующим изменениям. Так, Гейман переработал свой замысел о новом спутнике, знающем корабль так же хорошо, как и Доктор, так как это упростило бы им победу над противником. Создав угрозу из ТАРДИС, а не из специфического инопланетянина, сценарист избежал элементарного сюжетного штампа «игры в кошки-мышки». Центральной идеей сценария было представить, что произойдёт, если Доктору и ТАРДИС понадобится поговорить друг с другом. Стивену Моффату понравилась концепция изображения машины времени в облике женщины, которую он воспринял как «историю абсолютной любви» к Доктору.
Работа по написанию сценария началась ещё до того, как Мэтт Смит был представлен в роли Одиннадцатого Доктора, поэтому в черновой версии Гейман опирался на особенности игры Дэвида Теннанта (Десятый Доктор). Несмотря на это, создание диалогов не вызвало никаких проблем. Первоначально планировалось, что эпизод станет одиннадцатым в пятом сезоне, однако его выход был отложен до следующего года из-за проблем с бюджетом, а его место заняла серия «Квартирант». Также экономия средств вынудила Геймана отказаться от сцены в бассейне ТАРДИС и вместо монстра собственного дизайна использовать уда.
Переход к шестому сезону подразумевал участие в эпизоде Рори. Вследствие этого Гейману пришлось переписать значительную часть второй половины серии, в которой Эми перемещается по ТАРДИС. В предыдущим варианте рукописи она являлась единственной спутницей Доктора. В определённый момент Гейман устал от частых правок сценария и попросил Моффата о помощи. Им были придуманы, по мнению Геймана, «несколько лучших реплик [эпизода]» и оперативно переписаны некоторые сцены, съёмочные площадки для которых потребовали бы больших финансовых затрат.

### Кастинг
В сентябре 2010 года актриса Сюранна Джоунс объявила, что она была приглашена сыграть персонажа по имени Идрис в эпизоде шестого сезона сериала «Доктор Кто». Ранее Джоунс исполнила роль Моны Лизы в спин-оффе этого сериала шоу «Приключения Сары Джейн» в серии «Месть Моны Лизы». Через некоторое время после выхода «Моны Лизы» на экран с Джоунс связались для участия в «Докторе Кто» по просьбе Нила Геймана, так как для его эпизода требовалась «чудная, красивая, но странно выглядящая и довольно забавная» актриса. В свою очередь, Стивен Моффат описывал Идрис так: «сексуальная плюс по-матерински заботливая плюс безумная плюс спокойная». В марте 2011 года Гейман подтвердил, что актёр Майкл Шин озвучит Дом. Эдриан Шиллер, сыгравший Дядю, ранее участвовал в записи аудиодрамы о Восьмом Докторе «Time Works», где озвучил персонажа Занита.

### Съёмки
«Жена Доктора» была задумана как третья серия сезона 2011 года, но порядок был изменён в процессе производства. Работа над эпизодом началась в сентябре 2010 года. В это время Нил Гейман посетил места съёмок и принял участие в записи «Доктор Кто: Конфиденциально». Дополнительные съёмки с участием приглашённой звезды Сюранны Джоунс проходили в октябре. Сцены, где Эми и Рори оказываются в бегах внутри ТАРДИС, позволили зрителям увидеть машину времени вне контрольной комнаты, что когда-то задумывали показать продюсеры сериала. Для этого была построена сеть коридоров, которая была сохранена для дальнейшего использования. В эпизоде также была показана консоль ТАРДИС времён Девятого и Десятого Докторов в качестве второй комнаты управления. Гейман изначально планировал использовать воссозданную консоль из классического сериала «Доктор Кто», но стоимость работы над ней оказалась непомерно высокой.
В эпизоде представлена импровизированная консоль ТАРДИС, которую пилотировали Доктор и Идрис. Её дизайн разработала школьница из Тормордена Сюзанна Ли, победительница конкурса «Blue Peter» — детской телепрограммы, в рамках которой зрителям было предложено представить консоль ТАРДИС на основе бытовых предметов. Модель Ли была выбрана Моффатом, художником-постановщиком предыдущих сезонов шоу Эдвардом Томасом и редактором «Blue Peter» Тимом Левеллом. Художник-постановщик шестого сезона Майкл Пиквард отметил, что дизайн Ли вобрал в себя «кусочки» консолей ТАРДИС прошлого, а также импровизированной консоли, необходимой для эпизода. Рисунок победительницы был переработан в реквизит для шоу, включая вешалку в качестве пускового рычага. Сотрудники «Blue Peter» возили Ли смотреть на консоль (на стадии создания и во время съёмок), а также на встречу с Мэттом Смитом, другими актёрами и членами съёмочной группы. В 2011 году британская игрушечная компания Character Options выпустила игровой набор, основанный на этой консоли. Дом-астероид в карманной вселенной был снят в карьере вне Кардиффа, города, где снимают «Доктора Кто».

## Релиз

### Показ
Эпизод «Жена Доктора» впервые транслировался в Великобритании на канале BBC One и в США на BBC America 14 мая 2011 года. В Великобритании в общей сумме премьеру эпизода посмотрели 7,97 миллиона зрителей, а его индекс оценки составил 87 («отлично»). Он занял третье место в ночном телерейтинге вслед за шоу «Британия ищет таланты» на канале ITV1 и трансляцией «Конкурса песни Евровидение 2011», который был показан позже на BBC One.

### Оценка критиков
Серия получила множество положительных отзывов. Обозреватель The Guardian Дэн Мартин высоко оценил, в частности, Сюранну Джоунс, назвав её «электризующей во всех отношениях». Позднее он выбрал четвёртый эпизод лучшим в сезоне. Издание The A.V. Club поставило серии оценку «A», описав её как «довольно потрясающее, бойкое, страшное, изобретательное приключение, наполненное умными концепциями и остроумными диалогами». В рецензии было также выражено восхищение образом персонажа Идрис/ТАРДИС. Гэвин Фуллер из The Telegraph похвалил игру Смита, Джоунс и Шина. Сам эпизод он назвал «чрезвычайно приятным». Рецензент газеты The Independent Нила Дебнат высоко оценила сценарий Геймана за смешение жанров романтики, трагедии и ужаса и сохранение баланса при рассказе простой истории. В том же обзоре Дебнат раскритиковала частые смерти Рори.
Рассел Левин из журнала SFX поставил эпизоду четыре с половиной звезды из пяти возможных. В частности, ему понравилась энергичная игра Смита. Обозреватель сайта IGN Мэтт Рисли оценил серию в 9 из 10 баллов и пришёл к следующему выводу о ней: «Милая, трогательная, умная, разная, чрезвычайно творческая и доступная как для преданных поклонников, так и для новичков — это не только „Доктор Кто“, но и научно-фантастическое телевидение во всей красе». Также он похвалил сценарий Геймана за то, как «блестяще была исполнена простая идея». Патрик Малкерн, ведущий Radio Times, описывая свои впечатления о «Жене Доктора», признался в том, как сомневался, что ему понравится «неопрятный сеттинг, сумасшедшие персонажи и своеобразные диалоги», но в итоге был «очарован». Особенно ему понравилось наблюдать ранее не представленные интерьеры ТАРДИС.
Рецензент портала Digital Spy Морган Джеффри оценил эпизод в четыре из пяти звёзд. Он подверг критике Идрис в исполнении Джоунс за «её первоначальное эксцентричное поведение, которое скорее раздражает, чем развлекает». Другими объектами «лёгкой критики» стали Карен Гиллан и Артур Дарвилл, персонажи которых оказались «как бы на обочине» эпизода, но при этом Джеффри похвалил их актёрскую игру. Рецензент подытожил, что «сила» эпизода скорее в персонажах, чем в сюжете, и назвал поражение Дома «немного разочаровывающей» deus ex machina.
В 2011 году серия выиграла премию имени Рея Брэдбери за лучшую постановку. В 2012 году «Жена Доктора» была удостоена премии «Хьюго» за лучшую постановку для малых форм.